# Dolní Světlé Hory
Dolní Světlé Hory (německy Unterlichtbuchet) jsou zaniklá osada v okrese Prachatice, 5,5 km západně od městyse Strážný u hranic s Německem. Nacházely se v nadmořské výšce 920 m, nad údolím Kotelního potoka (Kesselbach), na jihovýchodních svazích hory Geissberg (1018 m), jejíž vrchol leží již za státní hranicí v Německu.

## Historie
Nejstarší zmínka o osadě pochází z roku 1760. Prvními osadníky byli dřevorubci, pro které nechal kníže Schwarzenberg postavit sroubené domky. Název obce byl odvozen od zdejších listnatých, převážně bukových lesů. Kolem roku 1814 zde nalezli dočasné útočiště Židé vyhnaní z jihočeského vnitrozemí. Jejich obživou byla výroba potaše pro okolní sklárny a rovněž přetavovali starou válečnou zbroj, kterou tu ve větším množství nacházeli. Později Židé přesídlili do Čkyně, Zdíkova, Vlachova Březí. V roce 1910 zde stálo 30 domů, v nichž žilo 189 obyvatel (187 německé národnosti). Byla zde hospoda U Loise (v místě vedle bývalé chalupy roste zerav západní) a stávala tu zděná kaplička.

## Současnost
Po vzniku hraničního pásma byly Dolní Světlé Hory, stejně jako sousední Stodůlky a Horní Světlé Hory, srovnány se zemí. Osadu v současnosti připomínají pouze bývalé pastviny a kamenné zídky.

## Pamětihodnosti
- Přírodní památka Kotlina Valné